# Vi parlo dell'America
Vi parlo dell'America è un album della cantante e musicista Giovanna Marini, pubblicato a ottobre  1966 e come peraltro riportato anche in copertina
(alcune fonti indicano erroneamente il 1965).
È stato registrata il 7 di settembre 1966 all'Arcophon studio di Milano. Il disco racconta le esperienze della Marini a Boston, dove ha vissuto per due anni. La cantante ha eseguito in pubblico la ballata anche negli anni recenti.

## Tracce
Lato A
1. La Sirena Era Alle Cinque (Per Un Uomo Americano)
2. L'Americano Fugge La Stranezza
3. Non Andate In Chiesa A Pregare

Lato B
1. I Don't Want To Be A Freedom Writer
2. Our President Johnson, Maybe You Don't Know
3. Il Peggiore Nemico Del Negro
4. Il "Gangster" Del Quartiere Popolare
5. O Sergente Frate Antonio Ci Hai Ragione
6. Se Ci Avessi Cento Figli (O Padrone Non Lo Fare)

## Produzione
- I Dischi del Sole - DS 128/130 1967